# نادي النسور
نادي النسور الرياضي هو نادي كرة قدم سوداني، يلعب حاليًا في دوري سوداني الممتاز.

## الملعب
يلعب الفريق أغلبية مبارياتهم على ملعب الخرطوم، والذي يتسع لحوالي 23,000 متفرج.

## المشاركات المحلية
دوري سوداني الممتاز.

## تشكيلة اللاعبين
وهم:
- محمد سليمان (لاعب دفاع)
- أوتي (لاعب وسط)
- آسو (لاعب وسط)
- ضلو (لاعب وسط)
- حمزة ابونايل (لاعب وسط)
- محمد زكريا (لاعب وسط)
- محمد زايد (لاعب وسط)
- عمر تعبان (لاعب وسط)
- راني احمد (لاعب وسط)
- سعيد صديق (لاعب وسط)
- ياسين (لاعب وسط)
- أمير موسي (لاعب هجوم)
- دومنيك (لاعب هجوم)
- فضل الله ادم (لاعب هجوم)
- خالد دنقلا (لاعب هجوم )
- كواليبا (لاعب هجوم)
- محمد إبراهيم (لاعب هجوم)
- ستيفين دامالي (لاعب هجوم)